# Workers’ Party of Ireland
Die Workers’ Party of Ireland (irisch: Páirtí na nOibrithe) ist eine marxistische Partei in der Republik Irland und Nordirland.

## Geschichte

### Entstehung
Die Ursprünge der Partei liegen in der republikanischen Bewegung Irlands und können bis zur Spaltung der IRA im Jahr 1969 zurückverfolgt werden. Zu jener Zeit entwickelte sich die Bürgerrechtsbewegung in Nordirland, die eine Gleichbehandlung der katholischen Einwohner Ulsters (Nordirlands) einforderte. Jene Kräfte innerhalb der IRA, die marxistisch orientiert waren und die den Nordirlandkonflikt mit politischen Mitteln zu lösen versuchten, etablierten die Official Irish Republican Army, und parallel dazu die Partei Official Sinn Féin. Nach mehreren Umbenennungen entstand hieraus die Workers’ Party of Ireland. Der eher nationalistisch gesinnte und gewaltbereitere Flügel der Bewegung gründete die Provisional Irish Republican Army.

### Einzug ins Parlament
Der Workers’ Party gelang es in den 1980er Jahren sich die Gunst der Wähler weniger privilegierter Schichten Irlands, insbesondere im Raum Dublin, zu verschaffen. Dies begründete sich aus der hohen Arbeitslosenziffer jener Jahre, den hohen Steuern und unzureichenden öffentlichen Dienstleistungen. So gelang es der Partei, der Irish Labour Party Stimmen abzujagen. Der Höhepunkt des politischen Einflusses war das Jahr 1989; bei den Parlamentswahlen konnte die Workers’ Party sieben Sitze im Dáil Éireann erringen.

### Einflussverlust
Obwohl die Official IRA bereits in den 1970er Jahren den Waffenstillstand erklärt hatte, war sie als Untergrundbewegung nach wie vor präsent, viele ihrer Mitglieder waren in der Workers’ Party aktiv. Die Vorwürfe, dass sich die OIRA mit Banküberfällen und organisiertem Verbrechen Geldmittel verschafft hätte, wurden zu einer immer stärkeren Belastung für Partei. Die Parteispitze versuchte beim Parteitag 1999 ihre Statuten so zu verändern, dass Mitglieder der OIRA ausgeschlossen werden könnten. Das Votum misslang und damit der Richtungswechsel. Als Konsequenz verließen fast alle Führungsmitglieder die Partei und gründeten die Democratic Left, unter ihnen auch Pat Rabbitte, der später zum Vorsitzenden der Irish Labour Party aufsteigen sollte. Die verbliebenen Mitglieder der Partei konnten nicht mehr an die vorigen Erfolge bei den Wahlen anschließen. Im Jahr 2004 geriet die Partei in die Kontroverse, als ihrem Vorsitzenden Seán Garland vorgeworfen wurde, in Nordkorea gefälschte US-Dollar-Noten (bekannt als Superdollars) im Umlauf gebracht zu haben. Seitdem kämpfte die Partei lange gegen die Bestrebungen der amerikanischen Behörden, Garland an die USA auszuliefern.

### Spaltung
Im Jahr 2021 spaltete sich die Partei. Ein Teil will die Hinwendung zu irisch-republikanischen Positionen, der Teil unter Führung von Ted Tynan hat orthodoxere Positionen. Letzterer ist Gründungsmitglied der Europäischen Kommunistischen Aktion.

## Europapartei
Von ihrer Gründung 2013 bis zu ihrer Auflösung 2023 war die Workers’ Party Mitglied der Initiative kommunistischer und Arbeiterparteien Europas.